# براک (لیبی)
براک (به عربی: براک) یک منطقهٔ مسکونی در لیبی است که در استان وادی‌الشاطئ واقع شده‌است. براک ۳۹٬۴۴۴ نفر جمعیت دارد و ۳۳۴ متر بالاتر از سطح دریا واقع شده‌است.